# Leonie Ossowski
Leonie Ossowski, właśc. Jolanthe von Brandenstein (ur. 15 sierpnia 1925 w Röhrsdorf, zm. 4 lutego 2019 w Berlinie) – niemiecka pisarka.

## Życiorys
Leonie Ossowski urodziła się w Osowej Sieni Górnej pod Wschową jako Jolanthe von Brandenstein. Jej ojcem był Lothar von Brandenstein, właściciel ziemski, matką Ruth von Ostau, lokalna pisarka. Swój pseudonim literacki zaczerpnęła od szlacheckiej rodziny Ossowskich panującej w tej wsi. 24 stycznia 1945 jej rodzina została przymusowo przesiedlona na tereny zachodnich Niemiec. W 1970 r. pracowała w więzieniu dla nieletnich, co było impulsem do napisania wielu tytułów o młodzieży żyjącej na marginesie społecznym, m.in. Die große Flatter. W 1976 napisała pierwszą część tzw. „dolnośląskiej trylogii”, którą została powieść Weichselkirschen zekranizowana trzy lata później. Następnie pojawiły się Wolfsbeeren dostępne w polskiej wersji oraz Holunderzeit. Książki nawiązują do lat spędzonych w rodzinnej miejscowości autorki. W 1980 Leonie Ossowski przeprowadziła się do Berlina, mieszkała w dzielnicy Schöneberg. 7 września 2007 Leonie Ossowski otrzymała od ministra Kultury i Dziedzictwa Narodowego odznakę honorową „Zasłużona dla Kultury Polskiej” za wkład w pojednanie polsko-niemieckie.

## Twórczość
- 1958 Stern ohne Himmel
- 1968 Wer fürchtet sich vorm schwarzen Mann?
- 1976 Weichselkirschen
- 1977 Die große Flatter
- 1978 Blumen für Magritte
- 1981 Liebe ist kein Argument
- 1982 Wilhelm Meisters Abschied
- 1984 Neben der Zärtlichkeit
- 1987 Wolfsbeeren
  - 1998 Wilcze jagody
- 1988 Das Zinnparadies
- 1991 Holunderzeit
- 1992 Von Gewalt keine Rede
- 1994 Die Maklerin
- 1997 Herrn Rudolfs Vermächtnis
- 1999 Das Dienerzimmer
- 2001 Die schöne Gegenwart
- 2003 Espenlaub
- 2003 Der Löwe im Zinnparadies
- 2003 Venezianische Verführung
- 2004 Der einarmige Engel

### Scenariusze telewizyjne
- 1957 Zwei Mütter
- 1979 Die große Flatter
- 1979 Weichselkirschen
- 1980 Stern ohne Himmel
- 1991 Von Gewalt keine Rede
- 2005 Neue Freunde, neues Glück

## Opracowania
- Dzięcielewski Eugeniusz, Wschowa i Ziemia Wschowska w literaturze, Wschowa 2006
- Mazurkiewicz Jolanta, Obraz utraconej małej ojczyzny w twórczości Leonie Ossowski, Poznań 1993